# Звечан (Македонски Брод)
Звечан (мкд. Звечан) је насеље у Северној Македонији, у средишњем делу државе. Звечан припада општини Македонски Брод.

## Географија
Насеље Звечан је смештено у средишњем делу Северне Македоније. Од седишта општине, градића Македонски Брод, насеље је удаљено 45 km северно.
Рељеф: Звечан се налази у области Порече, која обухвата средишњи део слика реке Треске. Дато подручје је изразито планинско. Насеље је положено високо, на источним висијама Суве Горе. Надморска висина насеља је приближно 1.070 метара.
Клима у насељу је планинска због знатне надморске висине. 

## Историја
Почетком 20. века, као и Порече, становништво Звечана је било наклоњено српској народној замисли, па се месно становништво у изјашњавало Србима.

## Становништво
По попису становништва из 2002. године, Звечан је имао 70 становника.
Претежно становништво у насељу су етнички Македонци (100% према последњем попису).
Већинска вероисповест у насељу је православље.